# Carrarese Calcio 1908 1992-1993
Questa voce raccoglie le informazioni riguardanti la Carrarese Calcio 1908 nelle competizioni ufficiali della stagione 1992-1993.

## Rosa
| N. |                   | Ruolo | Calciatore            |
| -- | ----------------- | ----- | --------------------- |
|    | Italia (bandiera) | D     | Maurizio Bertocchi    |
|    | Italia (bandiera) | C     | Giacomo Biagi         |
|    | Italia (bandiera) | C     | Luciano Bizzarri      |
|    | Italia (bandiera) | D     | Andrea Borsa          |
|    | Italia (bandiera) | P     | Pier Antonio Bosaglia |
|    | Italia (bandiera) | C     | Luigi Bugiardini      |
|    | Italia (bandiera) | D     | Giuseppe Carillo      |
|    | Italia (bandiera) | A     | Fabrizio Fermanelli   |
|    | Italia (bandiera) | D     | Moreno Ferrario       |
|    | Italia (bandiera) | C     | Giorgio Figaia        |
|    | Italia (bandiera) | P     | Manuel Ghizzardi      |
|    | Italia (bandiera) | D     | Flavio Leo            |
|    | Italia (bandiera) | C     | Maurizio Montigelli   |

| N. |                   | Ruolo | Calciatore        |
| -- | ----------------- | ----- | ----------------- |
|    | Italia (bandiera) | A     | Andrea Pasquini   |
|    | Italia (bandiera) | A     | Simone Pennucci   |
|    | Italia (bandiera) | P     | Andrea Prosperi   |
|    | Italia (bandiera) | C     | Daniele Ratti     |
|    | Italia (bandiera) | D     | Luca Rivi         |
|    | Italia (bandiera) | D     | Luca Salvalaggio  |
|    | Italia (bandiera) | D     | Stefano Sora      |
|    | Italia (bandiera) | A     | Valentino Spelta  |
|    | Italia (bandiera) | C     | Antonio Statella  |
|    | Italia (bandiera) | C     | Alessandro Sturba |
|    | Italia (bandiera) | C     | Matteo Superbi    |
|    | Italia (bandiera) | C     | Tiziano Tonini    |
|    | Italia (bandiera) | C     | Simone Vergassola |

## Risultati

### Campionato

#### Girone di andata
| 30 agosto 1992 1ª giornata | Chievo | 0 – 2 | Carrarese |  |

| 6 settembre 1992 2ª giornata | Carrarese | 0 – 0 | Como |  |

| 13 settembre 1992 3ª giornata | Vis Pesaro | 2 – 0 | Carrarese |  |

| 20 settembre 1992 4ª giornata | Carrarese | 0 – 1 | Empoli |  |

| 27 settembre 1992 5ª giornata | Carpi | 3 – 1 | Carrarese |  |

| 4 ottobre 1992 6ª giornata | Carrarese | 1 – 1 | Vicenza |  |

| 18 ottobre 1992 7ª giornata | Palazzolo | 0 – 1 | Carrarese |  |

| 25 ottobre 1992 8ª giornata | Carrarese | 1 – 1 | Alessandria |  |

| 1º novembre 1992 9ª giornata | Carrarese | 0 – 0 | Siena |  |

| 8 novembre 1992 10ª giornata | Spezia | 2 – 0 | Carrarese |  |

| 15 novembre 1992 11ª giornata | Carrarese | 1 – 0 | Leffe |  |

| 22 novembre 1992 12ª giornata | Arezzo | 1 – 0 | Carrarese |  |

| 29 novembre 1992 13ª giornata | Carrarese | 0 – 1 | Triestina |  |

| 16 dicembre 1992 14ª giornata | Massese | 1 – 1 | Carrarese |  |

| 13 dicembre 1992 15ª giornata | Carrarese | 1 – 0 | Sambenedettese |  |

| 20 dicembre 1992 16ª giornata | Pro Sesto | 2 – 0 | Carrarese |  |

| 27 dicembre 1992 17ª giornata | Carrarese | 0 – 0 | Ravenna |  |

#### Girone di ritorno
| 24 gennaio 1993 18ª giornata | Carrarese | 1 – 0 | Chievo |  |

| 31 gennaio 1993 19ª giornata | Como | 1 – 0 | Carrarese |  |

| 7 febbraio 1993 20ª giornata | Carrarese | 0 – 0 | Vis Pesaro |  |

| 14 febbraio 1993 21ª giornata | Empoli | 1 – 1 | Carrarese |  |

| 21 febbraio 1993 22ª giornata | Carrarese | 1 – 0 | Carpi |  |

| 7 marzo 1993 23ª giornata | Vicenza | 3 – 1 | Carrarese |  |

| 14 marzo 1993 24ª giornata | Carrarese | 1 – 1 | Palazzolo |  |

| 21 marzo 1993 25ª giornata | Alessandria | 0 – 1 | Carrarese |  |

| 28 marzo 1993 26ª giornata | Siena | 2 – 1 | Carrarese |  |

| 4 aprile 1993 27ª giornata | Carrarese | 0 – 0 | Spezia |  |

| 18 aprile 1993 28ª giornata | Leffe | 3 – 1 | Carrarese |  |

| 25 aprile 1993 29ª giornata | Carrarese | – non disputata | Arezzo |  |

| 2 maggio 1993 30ª giornata | Triestina | 0 – 0 | Carrarese |  |

| 9 maggio 1993 31ª giornata | Carrarese | 0 – 0 | Massese |  |

| 16 maggio 1993 32ª giornata | Sambenedettese | 2 – 2 | Carrarese |  |

| 23 maggio 1993 33ª giornata | Carrarese | 2 – 0 | Pro Sesto |  |

| 30 maggio 1993 34ª giornata | Ravenna | 3 – 1 | Carrarese |  |